# Crocodylotarsi
 Crocodylotarsi  es un clado de diápsidos arcosaurios crurotarsianos que existen desde el período Triásico. El clado incluye al ancestro común de los cocodrilos y Parasuchia, incluyendo a las formas modernas.